# Fellipe Bertoldo
Fellipe Bertoldo (São Paulo, 1991. január 15. vagy 1991. január 5. –) kelet-timori válogatott labdarúgó.

## Nemzeti válogatott
A kelet-timori válogatottban 5 mérkőzést játszott.

## Statisztika
| Kelet-timori válogatott | Kelet-timori válogatott | Kelet-timori válogatott |
| Időszak                 | Mérk.                   | gól                     |
| ----------------------- | ----------------------- | ----------------------- |
| 2014                    | 4                       | 1                       |
| 2015                    | 1                       | 0                       |
| Összesen                | 5                       | 1                       |